# Cambridge (Massachusetts)
Cambridge is een universiteitsstad in de agglomeratie Boston in de staat Massachusetts in de Verenigde Staten. In 2000 had Cambridge volgens de volkstelling 101.355 inwoners. Een aantal bruggen over de Charles River verbindt Cambridge met Boston aan de overzijde van de rivier.

## Geschiedenis
Cambridge werd in 1630 gesticht door puriteinen uit Engeland op een heuvel aan de Charles River, tegenover Boston, dat in hetzelfde jaar gesticht werd. Oorspronkelijk was de naam van de vestiging "Newtowne", maar in 1638 werd de naam veranderd in "Cambridge". Cambridge werd officieel een stad (city) in 1846.

## Demografie
Van de bevolking is 9,2% ouder dan 65 jaar en bestaat voor 41,4% uit eenpersoonshuishoudens (cijfers volkstelling 2000).
Het aantal inwoners steeg van 95.860 in 1990 naar 101.355 in 2000.
Ongeveer 7,4% van de bevolking van Cambridge bestaat uit hispanics en latino's, 11,9% is van Afrikaanse oorsprong en 11,9% van Aziatische oorsprong.

## Klimaat
In januari is de gemiddelde temperatuur -1,9 °C, in juli is dat 23,1 °C. Jaarlijks valt er gemiddeld 1054,4 mm neerslag (gegevens op basis van de meetperiode 1961-1990).

## Universiteiten
Twee van de belangrijkste universiteiten in de Verenigde Staten zijn in Cambridge gevestigd: de Harvard-universiteit en het Massachusetts Institute of Technology (MIT). In Cambridge is een aantal musea gevestigd, waaronder het Harvard Museum of Natural History.

## Hightechbedrijven

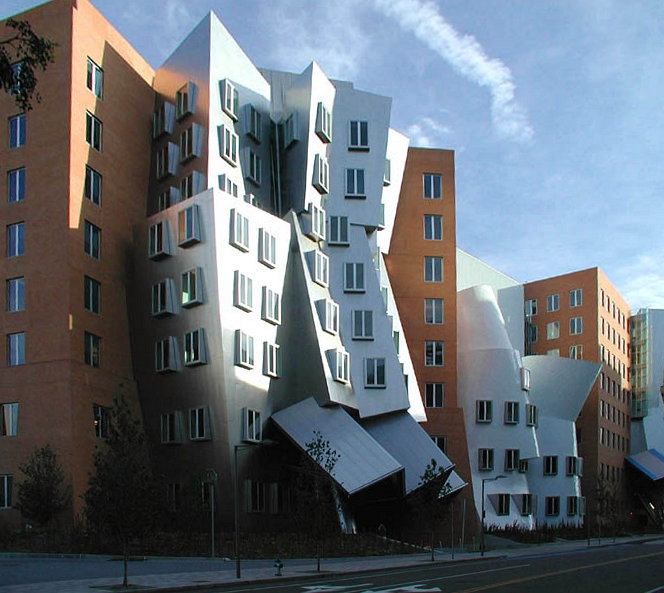
MIT's Stata Center

Voorbeelden van bekende hightechbedrijven waarvan het hoofdkantoor in Cambridge is gevestigd zijn de biotechnologiebedrijven Genzyme, Biogen IDEC en Millennium Pharmaceuticals; het internetbedrijf Akamai, en het R&D-bedrijf dat de voorloper van het Internet ontwikkelde voor de Amerikaanse regering, BBN Technologies.

## Geboren in Cambridge
- Percy Williams Bridgman (1882-1961), natuurkundige en Nobelprijswinnaar (1946)
- Leroy Anderson (1908-1975), componist
- Tip O'Neill (1912-1994), politicus
- Douglass North (1920-2015), econoom en Nobelprijswinnaar (1993)
- Lloyd Shapley (1923-2016), wetenschapper, wiskundige, econoom en Nobelprijswinnaar (2012)
- Rama IX (1927-2016), koning van Thailand
- Richard Libertini (1933-2016), acteur
- William Forsyth Sharpe (1934), econoom en Nobelprijswinnaar (1990)
- John Erwin (1936-2024), (stem)acteur
- Alex Rocco (1936-2015), acteur
- Sam Waterston (1940), acteur
- Alan Rachins (1942-2024), acteur
- Paul Michael Glaser (1943), acteur en filmregisseur
- Thomas Phillip O'Neill III (1944), politicus
- Dan Harrington (1945), pokerspeler
- Catherine Murphy (1946), kunstschilder
- Susanna Kaysen (1948), schrijver
- David Gilmore (1964), jazzgitarist
- Matt Damon (1970), acteur
- Mindy Kaling (1979), actrice